# 고블린 (밴드)

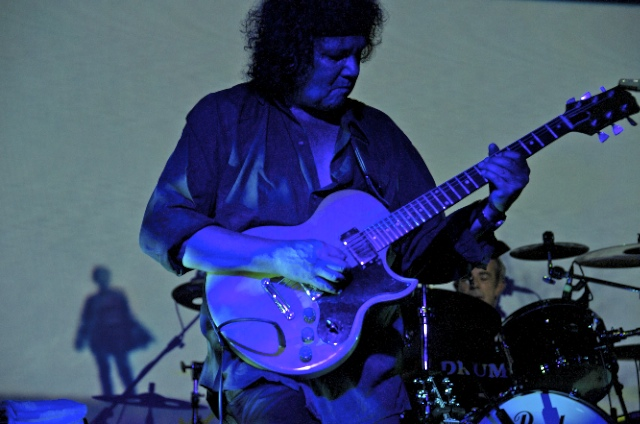
2009년 슈퍼소니 페스티벌에서 공연 중인 고블린

고블린(Goblin)은 이탈리아 프로그레시브 록 밴드로 주로 다리오 아르젠토 감독 영화의 사운드트랙 작업으로 유명하다. 2009년 이후 복귀하여 여러 파생 밴드가 활동중이다.

## 체리 파이브
72-73년 사이 키보드의 클라우디오 시모네띠와 친구들이 올리베르라는 이름으로 데모테이프를 녹음했다. 영국 진출을 위해 런던으로 간 여행에서 그들은 우연히 유명 프로듀서인 에디 오퍼드와 연이 닿아 그에게 데모테이프를 전했다. 그래서 그들은 멤버를 재정비하고 영국에서 공연을 진행했는데 하필 그때 에디는 예스의 미국투어에 함께하느라 영국에 없었다. 그리고 에디의 도움을 받지 못한 채 큰 소득없이 이탈리아로 돌아오게 된다.
이탈리아의 음반사 치네복스와 계약하고 루오보 디 콜롬보의 멤버였던 토니 타타리니가 가입했다. 이후 밴드 이름을 체리 파이브로 바꾸고 앨범을 녹음한다. 체리 파이브 이름으로 낸 유일한 음반은 상당히 높은 평가를 받았다. 치네복스가 영화음악 작업을 많이 했던 곳이라 그들은 자연스럽게 영화음악에도 손대게 되었다.

## 오리지날 고블린
75년 초 밴드는 조르조 가슬리니와 함께 다리오 아르젠토의 영화 Profondo Rosso의 영화음악 의뢰를 받게되어 밴드는 앨범 작업을 하게 된다. 녹음을 시작한지 얼마 되지 않아 조르조는 다리오와 문제가 생겨 녹음과정에서 빠지고 고블린에게 이틀만에 영화음악 전체의 작곡과 녹음을 끝내라고 주문했다. 영화에 걸맞지 않은 체리 파이브라는 느낌을 빼기 위해 밴드는 이름을 고블린으로 바꾸고 녹음을 마무리지었다. (조르조 작곡의) 유명한 메인 테마를 포함한 이 앨범은 75년에 발매되어 무려 100만장 이상의 판매고를 올렸다. 52주간 차트에 머물러 단번에 전성기를 맞았다.
다음 앨범 Roller를 낸 뒤 77년 영화 Suspiria의 음악을 맡게되었고 78년에는 조지 로메로의 영화 새벽의 죽음의 음악작업을 했다. 1976년 그들은 윌리 브레짜와 함께 영화 Perché Si Uccidono의 작업을 했다. 이 앨범은 레알레 임페로 브리타니코(Il Reale Impero Britannico)라는 명의로 발매되었는데 여기엔 마약문제가 걸려있었다.
78-79년 사이에 밴드 멤버가 늘었는데 그중에는 형제도 있고 조카도 있고 그런 복잡한 관계들이 있었다. 그러다가 Tenebrae의 영화음악 작업을 할 때는 고블린이라는 이름을 못쓰기도 했으며 복잡해진 나머지 초기 설립 멤버들이 따로 고블린이라는 밴드를 만들기도 한다.

## 재결성
22년간의 휴지기 이후 2000년 들어와 밴드가 재결성되고 Non ho sonno의 영화음악을 만들게 되었다. 옛 팬들과 새로운 팬들을 만족시킨 이 음반은 꽤 성공을 거두었다. 당시 시모네띠는 호러 영화음악 연주밴드인 대모니아를 이끌고 있었다.
2005년 밴드의 홈페이지를 오픈하면서 몇몇이 모여 Back to the Goblin - 2005 라는 앨범을 낸다. 이 앨범은 홈페이지서만 팔았다. 2009년에 백투더고블린이라는 이름으로 고블린은 32년만의 공연을 했다. 시모네티를 제외한 초기멤버들의 밴드였다. 하지만 얼마 유지하지 못하고 밴드는 해산했다. 시모네띠가 포함된 뉴 고블린이 2010년에 결성되었는데 이 밴드는 고블린 초기멤버들과 데모니아의 멤버가 합쳐진 형태였다. 밴드는 2011년, 12년에 투어를 다녔다. 이 멤버구성에서 일부가 바뀌어 고블린 키즈라는 이름으로도 활동했다.
그런가하면 고블린 리버스라는 다른 밴드도 2010년에 생겼다. 시모네띠는 데모니아의 멤버들과 함께 시모네띠의 고블린을 결성한다. 그들은 2014년부터 활동을 했으며 몇몇 영화음악 앨범 전체를 연주하는 라이브를 벌였다.

## 음반 목록

### 오리지날 고블린
- Massimo / Claudio / Fabio

1. Cherry Five (1975) / Cherry Five
  1. Profondo rosso (1975) - colonna sonora del film di Dario Argento
2. Roller (1976)
  1. Perché si uccidono (Original Motion Picture Soundtrack) (1976) / Reale Impero Britannico
  2. Suspiria (1977) - colonna sonora del film di Dario Argento
  3. La via della droga (1977) - colonna sonora del film di Enzo Girolamo Castellari (Uscito postumo in cd)
3. Il Fantastico Viaggio del Bagarozzo Mark (1978)
  1. Zombi (1978) - colonna sonora del film di George Andrew Romero

### 분열기
- 고블린 클랜

1. 1. Squadra antigangsters (1979) - colonna sonora del film di Bruno Corbucci
  2. Patrick (1979) - colonna sonora del film di Richard Franklin
  3. Buio omega (1979) - colonna sonora del film di Joe D'Amato (Uscito postumo in cd ed lp)
  4. Amo non amo (1979) - colonna sonora del film di Armenia Balducci
  5. Contamination (1980) - colonna sonora del film di Luigi Cozzi
  6. Virus - L'inferno dei morti viventi (1980) - colonna sonora del film di Bruno Mattei (Mai pubblicato)
  7. Night of the zombies (1981) - colonna sonora del film di Joel M. Reed (Mai pubblicato)
  8. L'altro inferno (1981) - colonna sonora del film di Bruno Mattei (Mai pubblicato)
  9. Uragano di fuoco (St. Helens) (1981) - colonna sonora del film di Ernest Pintoff (Alcuni brani pubblicati su raccolte)
  10. Tenebre (1982) - colonna sonora del film di Dario Argento - uscito a nome Simonetti/Pignatelli/Morante
2. Volo (1982)
  1. Notturno (1983) - colonna sonora del film di Giorgio Bontempi

### 재결성
1. Non ho sonno (2001) / Goblin (Massimo / Claudio / Fabio)
2. Back To The Goblin 2005 (2006) / Back to the Goblin (Massimo / Fabio)
3. The Murder Collection (2014) / Claudio Simonetti's Goblin
4. Horror Box (2015) / Claudio Simonetti's Goblin
5. Four of a Kind (2015) / Goblin 4 (Massimo / Fabio)
6. Goblin Rebirth (2015) / Goblin Rebirth (Fabio)
7. Il Pozzo dei Giganti (2015) / Cherry Five (Carlo)